# Chausse-pied

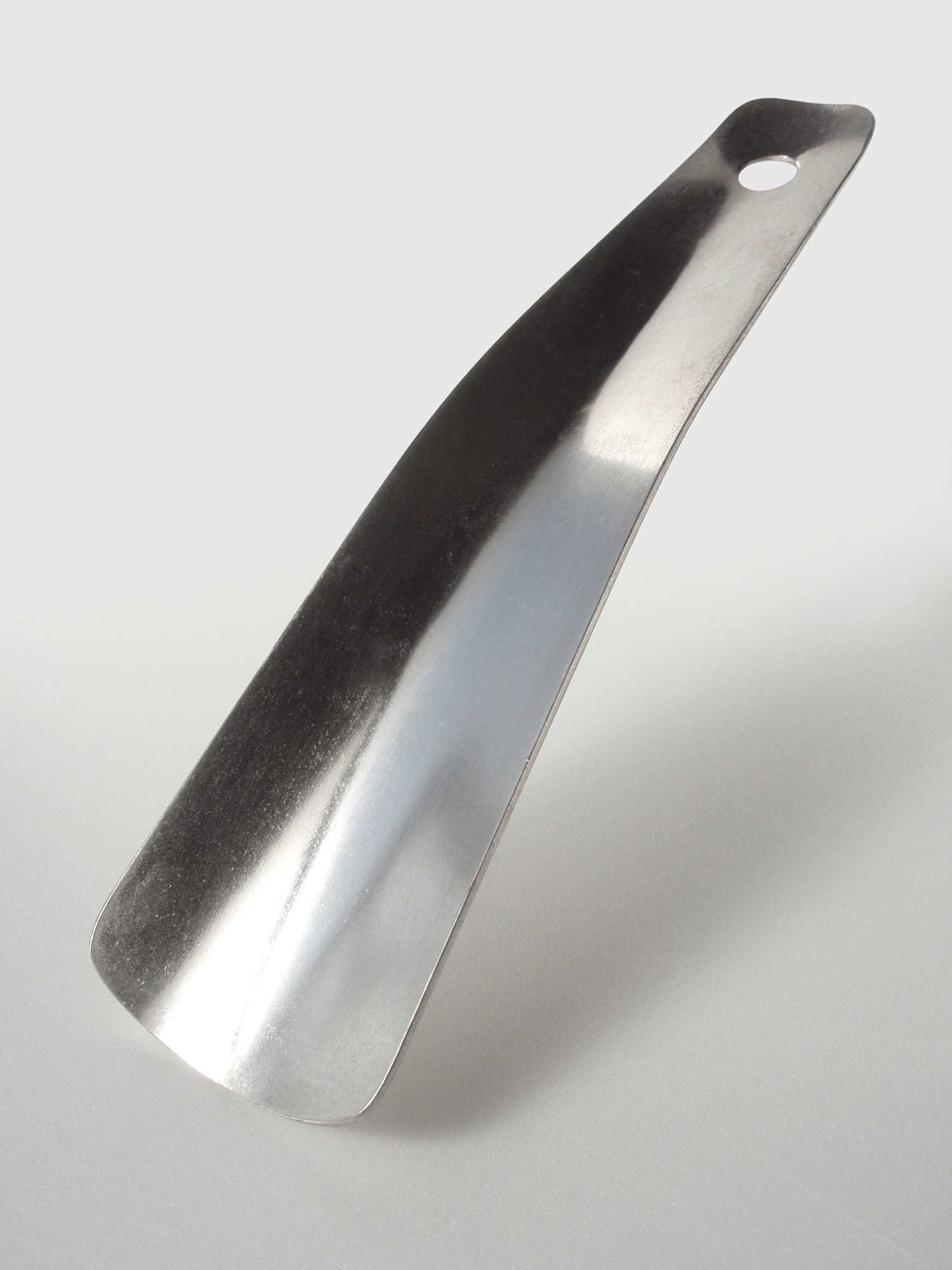
Chausse-pied en métal.

Un chausse-pied ou chaussepied est un ustensile facilitant l'enfilage de chaussures. Il permet en outre d'éviter de déformer le contrefort de la chaussure et de possibles douleurs lors de l'enfilage.
Il existe un grand nombre de modèles de chausse-pied. Ils peuvent être en bois, en cuir, en corne, en métal ou bien encore en plastique et de différentes tailles, les plus grands permettant aux personnes qui ont des difficultés pour se pencher de se chausser facilement.

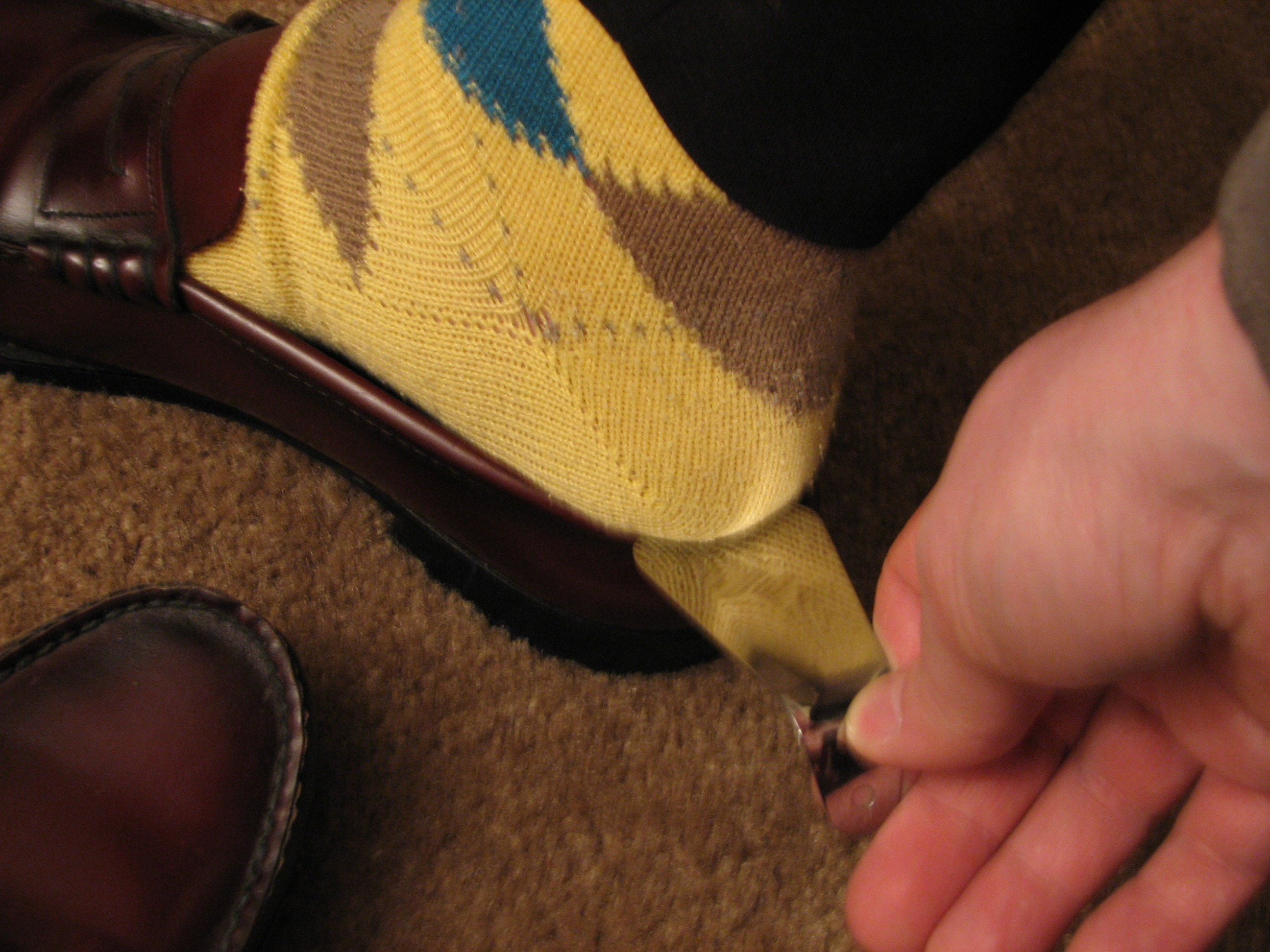
Exemple d'utilisation.